# クッキ 〜菊熙〜
『クッキ 〜菊熙〜』（朝鮮語: 국희（菊熙）クッキ）は、1999年9月13日から11月16日までMBCで放送された韓国ドラマ。
日本では、字幕版が衛星劇場で2005年5月11日から7月13日まで、熊本朝日放送で2005年5月10日から6月8日まで放送された。また、日本語吹き替え版
はNHK-BS2で2006年4月6日から2006年8月24日まで放送された。全20話（BS2では最終回を2回に分けて放送したため全21回）。

## 概要
韓国では最高視聴率53.1%を記録したヒットドラマであり、1999年度韓国最高のテレビ番組賞を受賞した。
なお、主人公の名前は「ミン・グッキ」であり、DVDは『グッキ』の名前で販売されているが、韓国語の濁音は語頭に来ると清音に変化する特性を持っているため、「ミン・グッキ」を名前だけで呼ぶ場合は「クッキ」となる。そのため、BS2では、韓国語の発音により近い『クッキ』の題名で放送された。

## あらすじ
1932年、日本の統治下にあった朝鮮半島黄海道海州。医師のミン・ヨンジェは妻を亡くし、生まれたばかりの娘、ミン・グッキ（クッキ）と自分の財産を親友のソン・ジュテ（チュテ）に託し、朝鮮半島の独立を目指す運動に参加するため、満州へと旅立つ。だが、チュテはヨンジェの信頼を裏切り、ヨンジェの財産を横領して、成長したクッキを使用人同然に扱った。さらに、独立を目指すヨンジェの志とは対照的に地元の日本軍との癒着を深めていくのだった。
1945年、女学校への進学を希望していたクッキは、ソン夫妻の手によって奉公に出される。しかし、進学の希望を捨てきれないクッキは、海州を飛び出し、京城（現在のソウル）に向かい、そこで洋菓子屋「大和（テファ）堂」の主人、チャン・テファに拾われる。そのころ、日本が降伏して、朝鮮半島の解放が決定する。ヨンジェは愛しい娘に会うため、故郷へと向かうが、悪事の発覚を恐れたチュテは、日本軍憲兵隊の隊長、中村一郎の財産を買い取るのと引き換えに、中村にヨンジェを暗殺させるのだった。そして、ソン一家は横領した財産を質屋のキム・マンボクに売り払い、ソウルへと逃亡する。解放を期に、クッキは故郷へ戻り、父に会おうとするが、会うことは出来ず、やむなくテファ堂に戻り、菓子職人の修行に励むのだった。
13年の月日が流れた1958年、テファ堂の後継者として店を切り盛りするクッキは思わぬ形でソン一家、そして、幼い頃、兄のように慕っていたキム・サンフン（キム・マンボクの息子）と再会する。そのころ、ヨンジェの部下、チェ・ミングォンはクッキの行方を必死になって探していた。かつての海州の関係者と再会することで、平穏な日々を送っていたクッキは再び、過酷な運命に翻弄されていく･･･。

## 登場人物
ミン・グッキ（クッキ）（キム・ヘス－声：小林綾子/幼少期はパク・チミ－声：永田晃子）
このドラマの主人公。過酷な運命に翻弄されながら、常に前向きな姿勢を失わず、運命に立ち向かっていく。父との約束である「国を豊かにできる仕事をする」という信念と育ての親であるチャン・テファの｢食品は自分の家族に食べさせるつもりで作らねばならない｣という教えを胸に菓子作りに取り組む。
ソン・シニョン（エレーナ）（チョン・ソンギョン－声：岡寛恵/幼少期はキム・チョヨン－声：吉田孝見）
ソン・ジュテの娘で、クッキの幼馴染。小さいときはクッキにつらくあたっていたが、大人になって再会した後は、クッキに優しく接し、親友となる。小さい時から歌が好きで、成長してエレーナという名で人気歌手となる。
チェ・ミングォン（ソン・チャンミン－声：川島得愛）
独立運動でのヨンジェの部下。韓国の独立後、イ・スンマン大統領の秘書官にまで出世する。自分が目をはなした隙にヨンジェが暗殺されたことを悔い、ヨンジェ殺害の犯人を追っている。また、恩師の娘であるクッキの行方を必死にさがし、ついに探し当てる。その後、クッキの心の支えになるうちにクッキに惹かれていく。
キム・サンフン（チョン・ウンイン－声：小森創介/幼少期はキム・ジョンウ－声：小出達也）
高利貸し。クッキの幼馴染で、海州では幼いクッキをかばい、クッキから兄のように慕われていた。親が質屋を営んでいたことから共産主義者から「資本家」としてつるし上げられ、一家で韓国に逃亡する。その道中で、父から「人から後ろ指を指されない金融業者になれ」と遺言され、ソウルに金融ビルを建てるためにテファ堂をだましとる。だが、そのことに罪悪感を持ち、以後、クッキのピンチを度々救うこととなる。クッキを慕っており、求婚している。
ミン・ヨンジェ（チョン・ドンファン－声：佐々木勝彦）
医師。クッキの父。海州の名家の出身だが、独立運動に参加している間に、親友のソン・ジュテに財産を奪われ、チュテが放った暗殺者に暗殺される。高潔な人柄で独立運動家の間で尊敬されていた。
ソン・ジュテ（チュテ）（パク・ヨンギュ－声：山路和弘）
豊江（プンガン）製菓社長。ヨンジェの親友だったが、ヨンジェに対して複雑な感情を抱いており、それが引き金となって、ヨンジェの財産を横領した。それを元手に韓国での指折りの製菓会社社長にまでのぼりつめる。目的のためには方法を選ばず、自分たちの利益のためならどんな汚い手でも使う。韓国経済を破綻させた財閥経営者を象徴する人物。
チャン・テファ（チョン・ムソン－声：樋浦勉）
テファ堂の主人。クッキを実の娘のようにかわいがり、職人としての心構えを説いた。チュテとは対照的に、物づくりに励む人々の良心を象徴する人物。晩年に店をだましとられ、非業の死を遂げた。
キム・マンボク（パク・イナン－声：永田博丈）
黄海道の海州の高利貸しでサンフンの父親。商売においては非情な面もみせるが心根は優しく、男手一つでサンフンを育てる。銀行を開業するのが夢だったが朝鮮戦争時に北朝鮮の共産主義者の集団に襲われ、瀕死の重傷を負い、韓国に逃亡する道中、国境付近の臨津江（イムジン河）付近で、息子のサンフンに遺言して息を引き取る。

## スタッフ
- 脚本：チョン・ソンヒ
- 演出：イ・スンリョル、イ・ジュファン